# Ljungabolet
Ljungabolet är en småort i Tåssjö socken i Ängelholms kommun i Skåne län.